# 계성초등학교 (대구)
계성초등학교는 대한민국 대구광역시 중구에 있는 사립 초등학교이다.

## 연혁
- 1962.10.30 계성국민학교 설립 인가
- 1963.03.05 초대 유병석 교장 취임
- 1963.03.05 개교 6학급 편성
- 1964.05.15 신축교사(현교사)로 이전
- 1966.03.01 15학급 편성
- 1967.02.15 제1회 졸업식
- 1969.12.12 대강당 준공
- 1977.03.31 제2대 최종덕 교장 취임
- 1979.03.01 24학급 편성
- 1979.07.01 어린이 현장비 건립 및 자연 동산 조성
- 1983.08.02 컴퓨터 교육 실시
- 1983.10.30 컴퓨터 대통령상 수상
- 1983.11.01 일본 삿포로 시립 야마노데 미나미 소학교와 자매결연
- 1996.03.01 계성초등학교로 교명 개칭
- 1997.05.30 급식소 '만나당'개관
- 1997.09.01 제3대 박윤호 교장 취임
- 1998.08.10 계성초등학교 홈페이지 개설
- 2000.08.03 일본 스페이스 캠프
- 2001.04.18 호주 고스포드 크리스챤스쿨과 자매결연
- 2001.06.01 교복 제정
- 2001.08.11 제1회 컴퓨터그림전
- 2001.12.19 제1차 독서테마기차여행
- 2002.10.09 제1회 컴퓨터 음악 발표회
- 2003.09.15 캐나다 미션시 Hazticgkrry와 자매결연
- 2003.10.29 대구광역시시교육청 교육행정정보시스템 시범학교 공개
- 2003.12.05 일본 자매학교 결연 20주년 기념 제막식
- 2003.12.24 제1회 계성 국악관현악단 연주회
- 2004.01.16 전국 학교숲가꾸기 시범학교 지정
- 2005.03.01 제4대 김정옥 교장선생님 취임
- 2005.07.04 제8회 컴퓨터 그림전
- 2005.07.28 캐나다 어학 연수
- 2005.08.24 제27회 교내 음악경연대회
- 2005.09.22 호주 자매학교 방문단 내교
- 2005.11.30 제1회 나의 흔적 책만들기 전시회
- 2005.12.10 전국학교숲가꾸기 우수학교 지정
- 2005.12.20 운동장 생활체육시설조성 준공
- 2005.12.27 2005 독서테마기차여행
- 2005.12.28 병영체험 50사단 자매결연
- 2006.01.28 호주어학연수
- 2006.02.17 제40회 졸업식(졸업생 총수:7,618명)
- 2006.02.21 호주 컴퓨터 그림전
- 2006.05.26 계성100주년 기념 연합한마당 잔치
- 2006.06.13 제9회 컴퓨터 그림전
- 2006.07.19 제28회 교내음악경연대회
- 2006.09.27 계성 100주년기념 대 운동회
- 2006.11.22 제2회 나의흔적책만들기 전시회
- 2006.11.25 제10차 독서테마기차여행
- 2007.02.14 제41회 졸업식(졸업생 총수:7,774명)
- 2007.06.09 제11회 독서테마기차여행
- 2007.10.04 호주자매학교 방문단 내교
- 2007.11.21 제3회 나의흔적책만들기 전시회
- 2008.01.31 본교방문단 일본 자매학교 야마노데미나미소학교 방문
- 2009.09.07 제31회 교내음악경연대회
- 2009.11.02 제5회 나의흔적책만들기 전시회
- 2011-10-12 가나안 농군학교 입소(6년)
- 2012-10-14 병영체험(5년)
- 2013-01-26 본교 방문단 일본 자매학교 야마노데미나미 소학교 방문
- 2013-10-11 개교 50주년 기념 한마음운동회
- 2013-10-14 개교 50주년 기념식, 계성교육 50년사 발간
- 2014-03-02 중국어특성화교육 실시
- 2014-11-19 제10회 나만의 책 만들기 전시회
- 2015-02-16 제49회 졸업식(졸업생 수 8,936명)
- 2015-03-01 제5대 박장근 교장 취임
- 2020-03-01 제 6대 문인규 교장 취임